# Sumpfbrücke Bickenbach
Die Sumpfbrücke von Bickenbach war in der römischen Epoche eine sowohl militärisch als auch zivil genutzte Brückenkonstruktion im Hessischen Ried. Sie lag im Landkreis Darmstadt-Dieburg bei Bickenbach an der Bergstraße im Gewann „Schiffslache“, einem sumpfigen Gebiet am Rand des Schwemmfächers der Modau und eines Neckar-Altlaufs. Die Brücke war Teil der römischen Straße von Gernsheim nach Dieburg und führte zum Kleinkastell Allmendfeld am Rande des Sumpfes. Von der Anlage ist oberirdisch heute nichts mehr sichtbar.

## Forschungsgeschichte
Im Jahre 1934 entdeckten Arbeiter des Reichsarbeitsdienstes (RAD) beim Bau von Entwässerungsgräben in einem Sumpfgebiet bei Bickenbach im Gewann „Schiffslache“ mehrere Pfahlsetzungen aus Eichenholz. Man vermutete hier einen alten Bohlenweg durch das sumpfige Gelände. 1967 wurden in dem Gebiet weitere Pfähle entdeckt. Es kam daraufhin zu einer ersten Probegrabung durch die Außenstelle Darmstadt des Landesamtes für Denkmalpflege Hessen (LfD) unter der Leitung von Werner Jorns. Die „Arbeitsgemeinschaft für Vor- und Frühgeschichte Bergstraße“ führte in den Jahren 1969 und 1976 weitere Ausgrabungen durch. Das LfD Hessen untersuchte die Fundstelle 1997 ein weiteres Mal.

## Konstruktion
Nach den Ergebnissen der archäologischen Untersuchungen war das Brückenbauwerk ca. 300 Meter lang und bestand aus mehr als 300 senkrecht in den Boden eingebrachten Eichholzpfählen.
Außer dem Kleinkastell Allmendfeld befindet sich die Villa rustica „Steinmauer“ in unmittelbarer Nachbarschaft zur Brücke.
Eine ähnliche Brückenkonstruktion im Hessischen Ried bestand in römischer Zeit bei Riedstadt-Goddelau in der Flur „Auf der Nachtweide“.

## Datierung
Dendrochronologische Untersuchungen an den hölzernen Pfählen zeigten, dass das Eichenholz der Brücke im Jahr 145±5 n. Chr. gefällt wurde. Ebenfalls untersuchte Weichhölzer lassen einen Vorgängerbau aus vespasianischer Zeit vermuten. Zahlreiche Fundstücke aus der Umgebung der Brücke, darunter 11 Münzen und ebenso viele Fibeln, legen ebenfalls einen Beginn der Anlage in der frühesten Okkupationsphase nahe. Die Brücke wurde vermutlich bereits gegen Ende des 2. Jahrhunderts aufgegeben und durch einen Straßendamm ersetzt.

## Denkmalschutz
Die Römerbrücke von Bickenbach ist ein Bodendenkmal im Sinne des Hessischen Denkmalschutzgesetz. Nachforschungen und gezieltes Sammeln von Funden sind genehmigungspflichtig, Zufallsfunde an die Denkmalbehörden zu melden.